# Squatina tergocellata
Squatina tergocellata är en hajart som beskrevs av Alan Riverstone McCulloch 1914. Squatina tergocellata ingår i släktet Squatina och familjen havsänglar. IUCN kategoriserar arten globalt som livskraftig. Inga underarter finns listade i Catalogue of Life.